# Empis mirandica
Empis mirandica är en tvåvingeart som beskrevs av Chvala 1981. Empis mirandica ingår i släktet Empis och familjen dansflugor.
Artens utbredningsområde är Spanien. Inga underarter finns listade i Catalogue of Life.